# Hickory Creek (Teksas)
Hickory Creek je gradić u američkoj saveznoj državi Teksas. Prema popisu stanovništva iz 2010. u njemu je živjelo 3.247 stanovnika.